# Guillaume Pons
Pour les articles homonymes, voir Pons.
Guillaume Pons, né le 13 novembre 1979 à Montpellier, dans l'Hérault, est un joueur français de basket-ball. Il évolue aux postes d'arrière et d'ailier.

## Palmarès
Champion de Pro B en 2011 avec la JSF Nanterre.